# Skipsholmen (Hammerfest)
L'île de Skipsholmen est une petite île norvégienne dans la mer de Barents. Située dans le comté du Finnmark, elle appartient à la commune de Hammerfest. Longue de 1200 m d'est en ouest et de 1050 m du nord au sud, elle est dotée d'une superficie d'environ 86 hectares, soit 0.86 km². Le point culminant est à 177 mètres au-dessus du niveau de la mer.

## Phare de Skipsholmen
Situé à l'extrémité ouest de l'île et uniquement accessible en bateau, le phare permet d'avertir les navires de l'approche de Hammerfest. Le bâtiment, d'une hauteur de 10 mètres, est fait de fibre de verre. La lumière du phare alterne entre 3 secondes allumée et 3 secondes éteinte. Il est encore en activité et a été construit en 2005.